# Taylor Tomlinson
Taylor Elyse Tomlinson (Contea di Orange, 5 novembre 1993) è una comica, attrice e conduttrice televisiva statunitense.

## Biografia
Taylor Elyse Tomlinson è nata a Orange County, in California. È cresciuta a Temecula, dove si è diplomata alla Temecula Valley High School con un GPA 4.1. Ha frequentato brevemente la California Polytechnic State University, a San Luis Obispo, prima di trasferirsi in un college comunitario nell'area metropolitana di San Diego per essere più vicina ai comedy club per la sua carriera. Ha poi frequentato la California State University San Marcos prima di abbandonare gli studi per proseguire la sua carriera di comica a tempo pieno. Lei e i suoi tre fratelli più piccoli (Drea, Page e Brinn) sono cresciuti in una devota famiglia cristiana, il che è un punto ricorrente nei suoi monologhi. Quando aveva otto anni, sua madre è morta di cancro e suo padre si è risposato un anno dopo. 

## Carriera
Ha iniziato a recitare in commedie quando aveva 16 anni, dopo che suo padre l'ha iscritta a un corso di stand-up. È diventata una delle prime 10 finaliste della nona stagione di Last Comic Standing della NBC nel 2015 ed è stata nominata una delle "Top 10 Comics to Watch" da Variety al Just for Laughs 2019 Festival. È apparsa in The Tonight Show, Conan e in varie produzioni di Comedy Central. Ha sviluppato una sitcom per la ABC nel 2017, ma non è stata scelta per la realizzazione di una puntata pilota. Ha eseguito un set di 15 minuti in un episodio della serie comica di Netflix The Comedy Lineup nel 2018. Il suo primo speciale stand-up su Netflix, Quarter-Life Crisis, è stato presentato in anteprima a marzo 2020. Nello stesso anno, è stata in tournée con l'attrice comica Whitney Cummings nel Codependent Tour. Nello stesso anno ha fatto anche parte del podcast Self-Helpless con Kelsey Cook e Delanie Fischer. Nel 2021, ha avviato il suo podcast chiamato Sad in the City.
È stata inserita nell'elenco Forbes 30 Under 30 nel dicembre 2021. Il suo secondo speciale stand-up su Netflix, Look At You, è stato presentato in anteprima a marzo 2022.
Il suo materiale per lo stand-up fa riferimento alle sue esperienze di problemi di salute mentale, inclusa la depressione, e in Look At You discute della diagnosi di disturbo bipolare.
Nel novembre del 2023, è stato annunciato che Tomlinson avrebbe iniziato a condurre un nuovo programma televisivo, After Midnight, prodotto e trasmesso dalla rete CBS, andando così a sostituire il Late Late Show condotto da James Corden. La comica è diventata così l'unica donna a condurre un late night show in quel momento, nonché la conduttrice più giovane. La prima puntata del game show è andata in onda il 17 gennaio 2024.
Il suo terzo speciale stand-up su Netflix, Have It All, è stato presentato in anteprima il 13 febbraio 2024.

## Filmografia

### Televisione
- Playlist – film TV, regia di Christopher Storer (2017)

## Programmi televisivi
- After Midnight (CBS, dal 2024)

## Web
- The Comedy Lineup - episodio 1x03 (Netflix, 2018)
- Taylor Tomlinson: Quarter-Life Crisis (Netflix, 2020)
- Taylor Tomlinson: Look At You (Netflix, 2022)
- Taylor Tomlinson: Have It All (Netflix, 2024)